# ستيغ إنغن
ستيغ إنغن (بالنرويجية البوكمول: Stig Engen)‏ هو لاعب كرة قدم نرويجي، ولد في 20 أغسطس 1959. لعب مع نادي مولده.